# اوهاره
اوهاره (به چکی: Ohaře) یک منطقهٔ مسکونی در جمهوری چک است که در ناحیه کولین واقع شده‌است. اوهاره ۶٫۰۳ کیلومتر مربع مساحت و ۲۹۸ نفر جمعیت دارد و ۲۲۵ متر بالاتر از سطح دریا واقع شده‌است.